# Die Damen lassen bitten
Die Damen lassen bitten (Originaltitel: Les bons vivants, auch Un grand seigneur als neuer Titel) ist ein in Schwarzweiß gedrehter französischer Episodenfilm des Genres Komödie der Regisseure Gilles Grangier und Georges Lautner aus dem Jahr 1965.

## Handlung
Der Film besteht aus drei Episoden
- La fermeture (Die Schließung)
- Le Procès (Der Prozess)
- Les bons vivants (Die Genießer),

die sich um das Verbot der Prostitution in Frankreich (1946) ranken.
Ein Bordell muss sehr zum Verdruss des Betreiberpaares und der dort arbeitenden Mädchen, nicht zuletzt auch der Stammgäste, geschlossen werden. Jede Dame erhält ein Abschiedsgeschenk; der gerade nicht anwesenden Lucette, Star der Truppe, wird das Symbol des Etablissements, die Rote Laterne zugesprochen.
In der zweiten Episode geht es um eine Gerichtsverhandlung, in der die Umstände des zwischenzeitlichen Diebstahls der Roten Laterne geklärt werden sollen.

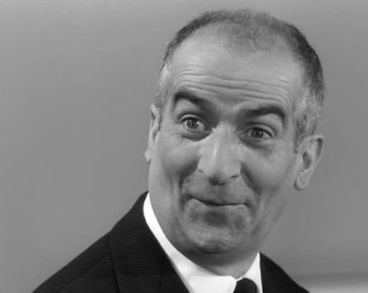
Louis de Funès in Les Bons Vivants

In der dritten, der längsten Episode öffnet ein (von Louis de Funès gespielter) Geschäftsmann sein Haus für die Damen und selbstverständlich auch ihre alten Stammkunden und macht so zur Freude aller eine Art Privatbordell auf. Lucette ist inzwischen als Baronin in höchste gesellschaftliche Kreise aufgestiegen und hütet die Laterne immer noch.

## Produktion
Der Film kam am 28. Oktober 1965 in die französischen und am 29. Juli 1966 in die deutschen Kinos.
Les Bons Vivants galt jahrelang als verschollen. Nachdem er wiedergefunden war, kam er in DVD Fassung unter dem neuen französischen Titel Un grand seigneur auf den Markt.

## Rezeption
Im Filmdienst heißt es, die frivole Thematik sei überwiegend munter, relativ dezent umgesetzt worden.
Thomas Repenning fasst in Moviebreak zusammen, Die Damen lassen bitten wirke aus heutiger Sicht antiquiert und es sei eine starke historische Blickweise nötig, um realistischen Zugang zu dem humorvollen Episodenfilm zu erhalten. Er biete „eine recht scharfzüngige, unterhaltsame wie schlüpfrige Reise durch die Zeit und eine Thematik, die selbst heute noch Redebedarf“ besäße. Das Finale mit dem damals gerade erst zum Star werdenden Louis de Funès liefere „exzellente Unterhaltung, die mehr als einmal herzlich zum Lachen einlädt“.
James Travers urteilt in French Films: „Was dem Film an Stringenz und Tiefgang fehlt, macht er mit Witz, Charme und ungezügelter Exzentrik mehr als wett.“